# Raïon de Moguilev
Le raïon de Moguilev (en russe : Могилёвский район, Moguilevski raïon) ou raïon de Mahiliow (en biélorusse : Магілёўскі раён, Mahiliowski raïon) est une subdivision de la voblast de Moguilev, en Biélorussie. Son centre administratif est la ville de Moguilev, qui est subordonnée à la voblast et n'en fait pas partie.

## Géographie
Le raïon couvre une superficie de 881,81 km2, dans l'ouest de la voblast. Le raïon de Moguilev est limité au nord par le raïon de Chklow, à l'est par le raïon de Drybine et le raïon de Tchavoussy, au sud par le raïon de Bykhaw et à l'ouest par le raïon de Klitchaw et le raïon de Bialynitchy.

## Histoire
Le raïon de Moguilev a été créé le 17 juillet 1924. Il a été supprimé le 16 septembre 1959 et rétabli le 30 juillet 1966.

## Population

### Démographie
Les résultats des recensements de la population (*) font apparaître un net déclin démographique du raïon depuis 1959. Ce déclin se poursuit dans les premières années du XXIe siècle :
| 1959*  | 1970*  | 1979*  | 1989*  | 1999*  | 2009*  |
| ------ | ------ | ------ | ------ | ------ | ------ |
| 75 703 | 70 299 | 58 823 | 55 422 | 46 679 | 43 166 |

### Nationalités
Selon les résultats du recensement de 2009, la population du raïon se composait de deux nationalités principales :
- 94,46 % de Biélorusses ;
- 4,05 % de Russes.

### Langues
En 2009, la langue maternelle était le biélorusse pour 86,9 % des habitants du raïon de Moguilev et le russe pour 11,9 %. Le biélorusse était parlé à la maison par 66,7 % de la population et le russe par 25,65 %.